# 新华社解放军分社
新华社解放军分社是中国人民解放军派驻在新华通讯社的军事宣传机构。是新华社军事新闻发布机构，通过新华社各类发稿平台面向全世界报道中华人民共和国国防和军队建设动态，同时主办全国社科百强期刊《世界军事》和全军唯一的多语种外宣刊物《中国军队》。

## 历史
1946年春，新华社各大区的总分社、分社向部队派出前线记者团。
- 1946年6月底，成立淮北前线分社（山东野战军前线分社），山东野战军政治部宣传科长康茅召兼任社长，戴邦任副社长，受山野政治部和新华社双重领导，所有人员都有军籍。这是新华社首个编制属于部队的分社。1946年7月，成立华中野战军前线分社，社长乐静。1947年1月，山野与华中野战军合并为华东野战军，成立华东野战军前线分社，康茅召兼任社长，副社长邓岗，编辑部主任庄重，采访部主任丁九，副主任戴邦。
- 1947年4月10日，晋察冀中央局宣传部、晋察冀军区政治部成立新华社晋察冀前线野战分社，颁布分社组织条例，野政宣传部副部长邱岗兼任社长，副社长李希庚。规定各纵队设立支社，旅建立通讯网，团建立中心小组，连建立通讯小组。
- 1947年8月5日，冀鲁豫前线记者团扩建为晋冀鲁豫野战军前线分社（鄂豫皖野战分社），社长李普，副社长谢文耀；1948年1月改为中原野战分社，野政宣传部长陈斐琴兼任社长，李普改任副社长；1948年7月1日在宝丰县以中原野战分社为基础扩建为中原总分社（负责中原解放区的综合性新闻报道）；1948年11月淮海战役初期恢复设立中原野战分社。
- 1947年3月成立西北前线分社，社长胡绩伟。1947年6月扩建为西北野战分社，野政宣传部长鲁直兼任社长，副社长田方/普金。
- 1947年5月成立东北前线分社，社长杨赓/萧向荣/王阑西，杨赓改任副社长。

1949年3月5日，《中央军委、总政治部、新华总社关于野战军各级新华社名称、任务的规定》，在各野战军设“新华社第X野战军总分社”，直接与新华社总社联络。各兵团设分社，军设支社。
1950年10月中旬，新华社军事记者陈伯坚常驻志愿军政治部，随彭德怀一起进入朝鲜。1950年11月7日新华社播发志愿军入朝作战第一条电讯《朝人民军在中国志愿部队援助之下已在朝鲜西北部取得重要胜利》，也是10月19日志愿军入朝作战后，中国首次公开志愿军入朝参战。“新华社朝鲜北部某地七日电……共和国人民军最近在朝鲜西北部的作战中取得了重要胜利。在此次作战时期，有中国人民抗美援朝保家卫国志愿部队的组成，这个志愿部队在人民军总司令部统一指挥之下，和人民军一道参加了作战。在中国人民志愿部队的参加之下，人民军在温井、云山一带击溃了李承晚匪军第二军团四个师及美军一部，迫使该方面美国侵略军及李承晚匪军逃至清川江以南。”这篇电讯消息成为国际上轰动新闻。1950年11月8日，《人民日报》在第一版头条刊登。1950年11月中旬，第九兵团记者组（组长林麟，记者李耐因、徐熊）从东线入朝。1950年11月25日，新华社播发了陈伯坚的战地通讯《在朝鲜战场上的中国人民志愿部队》，文章的开头引用了陈伯坚抄录的那首诗；次日《人民日报》刊登《记中国人民志愿军部队几个战士的谈话》，并将这首诗编排在报纸醒目位置，这首诗即《中国人民志愿军战歌》。1951年1月下旬，新华社总社国内部军事组组长普金、编辑夏公然、邓蜀生入朝，组建志愿军总分社；志政宣传部副部长李唯一兼任社长，普金任专职副社长。1951年2月初，总社从华东抽调军事记者阎吾、王玉章、纪兆璞（赵普）、路云、尤潞入朝。1951年2月中旬，第19兵团分社随部队入朝，社长为兵团政治部宣传部部长李希庚兼任。1951年5月中旬，穆欣兼任社长的三兵团分社随部队入朝。1951年6月上旬，二十兵团记者组入朝。总分社下社驻各兵团记者组、专题报道组/记者组。1954年5月，随志愿军缩编为兵团级，总分社改为分社。1956年7月撤销，由新成立的解放军分社派记者李犁常驻志愿军，直至志愿军部队1958年全部撤离回国。志愿军总分社记者郭普民、高健飞、李健华、刘鸣、周斯杰及樊勋龙、马自亮、丁明等8位工作者牺牲，100多位记者、编辑和报务、机要人员获得了朝鲜二级国旗勋章、三级国旗勋章和军功奖章。
1956年7月由新华通讯社军事组、新华社志愿军分社、新华社海防前线分社合并组建。受中国人民解放军总政治部和新华通讯社双重领导。在各大单位设有记者站。